# MACS J1149+2223
MACS J1149.6+2223 est un amas de galaxies agissant comme une lentille gravitationnelle forte sur les objets d'arrière-plan. L'amas se trouve à un décalage vers le rouge z = 0,544. Il présente une géométrie complexe, c'est-à-dire qu'il ne comporte pas qu'un seul halo central de matière noire.
Parmi les objets fortement lentillés par l'amas, on trouve notamment la supernova Refsdal, apparaissant comme une croix d'Einstein. Elle fut la première supernova lentillée largement observée. Un objet triplement lentillé en forme de spirale, de décalage vers le rouge z = 1,491 peut également être observé dans la direction de l'amas.
L'amplification gravitationnelle de cet amas a permis la détection de MACS1149-JD1 par Hashimoto et Laporte, une galaxie à z=9.11 dont l'étude de la population stellaire a montré qu'elle s'était formée à un décalage vers le rouge de z=15. Cette valeur constitue la première contrainte observationnelle de l'Aube cosmique ,,.